# Eptamolibdato d'ammonio
L'eptamolibdato d'ammonio è un sale complesso di ammonio e molibdeno.
A temperatura ambiente si presenta come un solido bianco inodore, lievemente irritante. Cristallizza come tetraidrato, pertanto la formula completa è (NH4)6Mo7O24 · 4H2O.
Viene utilizzato come reagente per l'analisi dei fosfati, in quanto reagisce con essi in soluzione acida, catalizzato da potassio antimonil tartrato, per formare dodecamolibdofosfato d'ammonio insolubile, che presenta una colorazione giallina; il molibdofosfato d'ammonio può a sua volta può essere trasformato, mediante opportuno riducente (acido ascorbico, formalina), a blu di molibdeno (di composizione non chiara) la quale colorazione bluastra risulta percepibile anche a concentrazioni molto basse.
L'intensità del colore blu (in termini di assorbanza) che il campione sviluppa è proporzionale alla quantità di ione fosfato che vi era presente.